# إقليم المحيط الهندي البريطاني

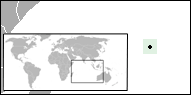
إقليم المحيط الهندي البريطاني

العلم

إقليم المحيط الهندي البريطاني (بالإنجليزية: British Indian Ocean Territory)‏ هي تبعية بريطانية. وهي عبارة عن جزر صغيرة تقع في المحيط الهندي، أكبرها العاصمة دييغو غارسيا. مثل الكثير من الشعوب الأخرى، تم ترحيل المواطنين الأصليين للإقليم بالقوة عن طريق الحكومة البريطانية. وقد حدث ذلك في عام 1967 لكي يتم السماح للولايات المتحدة الأمريكية باستئجار تلك المنطقة كقاعدة عسكرية. في عام 2000 قررت المحكمة العليا في المملكة المتحدة بإعطاء المواطنين الأصليين لتلك الجزر الحق للعودة إليها.
أعلنت المملكة المتحدة في أكتوبر 2024 أنها ستتنازل في النهاية عن الإقليم لموريشيوس لكن ستحتفظ بالقاعدة العسكرية الأمريكية البريطانية المشتركة في دييغو غارسيا.

## التاريخ
كانت للملاحين المالديفيين معرفة جيدة بجزر تشاغوس، فكان أهل المالديف يطلقون عليها في عرفهم التقليدي المتداول اسم «فولهافاهي» (Fōlhavahi) أو «هولهافاي» (Hollhavai) والاسم الثاني كان منتشراً في جزر المالديف الجنوبية. تتناقل الروايات التقليدية الشفوية السائدة في جزر المالديف الجنوبية ضلال التّجار وصائدو الأسماك لطريقهم في البحر في كثير من الأحيان، وتروي الروايات أنهم كانوا يعلقون على إحدى جزر التشاغوس، وأخيراً كان يتم إنقاذهم والعودة بهم للمالديف. ولأنهم رأورا أن هذه الجزر كانت بعيدة للغاية عن المالديف حتى يتم حكمها وإدارتها واستطيانها استيطاناً دائماً، فقد تجاهل المالديفيون جزر التشاغوس على مرِّ القرون.
قام فاسكو دا غاما برسم خريطة لجزر أرخبيل تشاغوس حينما بلغها خلال أوائل القرن السادس عشر. أدعت فرنسا سيادتها على الجزر في القرن الثامن عشر حيث عدتها إحدى ممتلكات موريشيوس. وأستوطن البشر الجزر لأول مرة في القرن الثامن عشر بعدما قام الموريشيون الفرنسيون باستقدام العبيد الأفارقة والمتعاقدين الهنود ليقيموا مزارع جوز الهند. استولت المملكة المتحدة على موريشيوس عام 1810 بعدما تنازلت فرنسا عن الإقليم في معاهدة باريس.
قامت المملكة المتحدة عام 1965 بفصل تبعية أرخبيل تشاغوس عن كل من موريشيوس وفصل جزر ألدابرا وفاركوار وديروش عن سيشل لتشكّل إقليم المحيط الهندي البريطاني. وكان هدف المملكة المتحدة من إنشاء هذا الإقليم لتتمكن من تشييد منشأت عسكرية تستفيد منها هي والولايات المتحدة. تأسست الجزر رسمياً بتاريخ 8 نوفمبر عام 1965 باعتبارها إقليم ما وراء بحار تابع للملكة المتحدة. أعيدت جزر ألدابرا وفاركوار وديروش إلى سيشل بتاريخ 23 يونيو عام 1976 مع نيل الأخيرة لاستقلالها. وهكذا أصبح إقليم المحيط الهندي البريطاني يتألف فقط من ستة مجموعات من الجزر الرئيسية والتي تشكّل جميعها أرخبيل تشاغوس.
كُشِفَ عن علم الإقليم عام 1990 ويظهر على العلم راية الاتحاد وشرائط ترمز للمحيط الهندي على شكل خطوط مموجة باللونين الأزرق والأبيض، وتظهر على الجهة اليمنى من العلم شجرة نخيل راسية فوق رمز للتاج البريطاني.